# Еланка (Иркутская область)
Еланка — упраздненное село в Тайшетском районе Иркутской области России. Бывший административный центр Еланского муниципального образования.

## География
Находится примерно в 59 км к югу от районного центра.

## История
В ноябре 2017 года село упразднено Законодательным собранием Иркутской области в связи с отсутствием «перспектив социально-экономического развития».

## Население
| 2002 | 2010 | 2011 | 2012 | 2016 | 2017 |
| ---- | ---- | ---- | ---- | ---- | ---- |
| 102  | ↘10  | →10  | ↘6   | ↘0   | →0   |

Гендерный состав
По данным Всероссийской переписи, в 2010 году в селе проживало 10 человек (8 мужчин и 2 женщины).